# Robert Knauss
Robert Knauss (Estugarda, 14 de Junho de 1892 — Ronco sopra Ascona, 14 de Fevereiro de 1955) foi um general da Luftwaffe.
Veterano da Primeira Guerra Mundial, abandonou as forças armadas alemãs e começou a trabalhar para a companhia aérea Luft Hansa. Voltou a ingressar nas forças armadas, entrando para a Luftwaffe em 1935 como Major, tendo ocupado posições de chefia e comando até ao final da guerra.